# Jonas Arvidi (präst död 1641)
Jonas Arvidi (Askerlundensis Vestrogothus), död 1641 i Nykils församling, Östergötland, var en svensk präst.

## Biografi
Jonas Arvidi kallades även Askerlundensis Vestrogothus. Han blev 1609 kyrkoherde i Nykils församling och 1625 kontraktsprost i Valkebo kontrakt. Arvidi var predikant på första dagen vid prästmötet 1612. Han avled 1641 i Nykils församling.

## Familj
Arvidi var gift med Anna Botvidsdotter. Hon var dotter till stadsskrivaren Botvid Hansson och Ingrid Göransdotter i Norrköping. Anna Botvidsdotter var änka efter kyrkoherden Matthias Gemelli Cuprimontanus i Nykils församling.